# Liste von Ausstellungsstücken der Wehrtechnischen Studiensammlung Koblenz
Die Liste von Ausstellungsstücken der Wehrtechnischen Studiensammlung Koblenz führt aus dem Gesamtumfang von ca. 30.000 Objekten wesentliche aktuelle und auch frühere Exponate auf. Sie ordnet die Ausstellungsstücke nach Abteilungen, zeitlicher Zuordnung und unterschiedlichen wehrtechnischen Bereichen. Zu den Bezeichnung der Exponate in dieser Liste sind die jeweiligen Artikel in der Wikipedia hinterlegt. Die Wehrtechnische Studiensammlung hat Inventarnummern und Objektbeschreibungen. Am Ausstellungsort der meisten Exponaten finden sich diese Angaben mit Daten sowie den technisch-historische Zusammenhängen.
Das Bildmaterial zeigt die Exponate nach Möglichkeit in ihrer Ausstellungsumgebung. Bei dichter Aufstellung, z. B. in Vitrinen, sind geeignete Einzelbilder ausgewählt worden.
Sofern an den Exponaten lesbar angebracht, sind Inventarnummern (Inv.Nr.) oder Nummern der Exponatbeschreibungen (Exp.Nr.) in der Tabelle aufgeführt, um die Sammlungsstücke vor Ort identifizieren zu können.
Wichtiger Hinweis: Die WTS stellt keine statische Ansammlung von Exponaten dar, sondern die Sammlung hat einen dynamischen Charakter, d. h. die Ausstellungsobjekte werden häufig ausgetauscht.

## Landsysteme
Der Bereich Landsysteme umfasst definitionsgemäß:

„Komplexes, bodengebundenes Wehrmaterial einschließlich seiner Komponenten, das von der oder dem Materialverantwortlichen als Landsystem eingestuft wird.“

### Fahrzeuge
- WTS-Bildmaterial auf Commons siehe Fahrzeuge

#### Radfahrzeuge
- WTS-Bildmaterial auf Commons siehe Radfahrzeuge

Krafträder
- Gesamt-Ausstellungsübersicht der WTS
- WTS-Bildmaterial auf Commons siehe Krafträder

| Foto | Ausstellungsstück                                              | Zeit | Land                       |
| ---- | -------------------------------------------------------------- | ---- | -------------------------- |
|      | Mittleres Kraftrad DKW RT 175 Inv.Nr.: 6607                    | 1955 | Bundesrepublik Deutschland |
|      | Mittleres Kraftrad Maico 250 B Inv.Nr.: 4038                   | 1959 | Bundesrepublik Deutschland |
|      | Hercules K 125 BW Var 1 und 1a Inv.Nr. 4037 und Inv.Nr.: 13321 | 1970 | Bundesrepublik Deutschland |
|      | BMW R 12 Inv.Nr.: 21638                                        | 1935 | Deutsches Reich            |
|      | Harley-Davidson WLA Inv.Nr.: 21420                             | 1940 | USA                        |
|      | Zündapp KS 750 Gespann Inv.Nr.: 4042                           | 1941 | Deutsches Reich            |
|      | Dnepr MW 750 Inv.Nr.: 28859                                    | 1965 | UdSSR                      |
|      | MZ 500 RA Inv.Nr.: 13345                                       | 1992 | Bundesrepublik Deutschland |
|      | KTM 400 LS-E Inv.Nr.: 28860                                    | 2003 | Österreich                 |

Kraftwagen
- Gesamt-Ausstellungsübersicht der WTS
- WTS-Bildmaterial auf Commons siehe Leichte Kraftwagen
- WTS-Bildmaterial auf Commons siehe Lastkraftwagen

| Foto | Ausstellungsstück                                                   | Zeit      | Land                                            |
| ---- | ------------------------------------------------------------------- | --------- | ----------------------------------------------- |
|      | Einheits- LKW 2,5t Inv.Nr.: 28219                                   | 1937      | Deutsches Reich                                 |
|      | Einheitsfahrgestell I PKW Inv.Nr.: 6547                             | 1940      | Deutsches Reich                                 |
|      | Willys MB Inv.Nr.: 4315                                             | 1940      | USA                                             |
|      | LKW 0,25t gl Goliath Typ 31 Inv.Nr.: 3831                           | 1954–1956 | Bundesrepublik Deutschland                      |
|      | LKW 5t Henschel HS 115 A Inv.Nr.: 21140                             | 1956      | Bundesrepublik Deutschland                      |
|      | Borgward B 2000 A/O Inv.Nr.: 2453                                   | 1955      | Bundesrepublik Deutschland                      |
|      | LKW 1,5t als Rüstsatzträger der Pioniertruppe Inv.Nr.: 9395         | 1964      | Bundesrepublik Deutschland                      |
|      | Pioniergruppen-KFz LKW 5t gl Mercedes LG 315/46 Inv.Nr.:4097        | 1958      | Bundesrepublik Deutschland                      |
|      | Schwimmfähiger Prototyp des MAN 7t gls Inv.Nr.: 2978                | 1972      | Bundesrepublik Deutschland                      |
|      | VW Typ 82 Inv.Nr.: 4885                                             | 1940      | Deutsches Reich                                 |
|      | VW Typ 181 Inv.Nr.: 4104                                            | 1969      | Bundesrepublik Deutschland                      |
|      | VW Iltis Inv.Nr.: 4197                                              | 1979      | Bundesrepublik Deutschland                      |
|      | Europa-Jeep FMS-VCL Inv.Nr.: 4455                                   | 1975      | Bundesrepublik Deutschland, Frankreich, Italien |
|      | Europa-Jeep HBL-VCL Inv.Nr.: 24737                                  | 1970      | Bundesrepublik Deutschland, Frankreich, Italien |
|      | DKW Munga Inv.Nr.: 4469                                             | 1956      | Bundesrepublik Deutschland                      |
|      | Volkswagen Typ 166 Schwimmwagen Inv.Nr.: 4041                       | 1942      | Deutsches Reich                                 |
|      | IFA P3 der ehemaligen NVA Inv.Nr.: 10412                            | 1962      | DDR                                             |
|      | Schwerer Panzerspähwagen 8 Rad Sd. Kfz. 231 Inv.Nr.: 5148           | 1937      | Deutsches Reich                                 |
|      | VW Frettchen ein Fahrzeug auf Basis des VW Touareg I Inv.Nr.: 28869 | 2007      | Bundesrepublik Deutschland                      |
|      | Kraftkarren (Kraka) der Luftlandetruppe Inv.Nr.: 13037              | 1974      | Bundesrepublik Deutschland                      |
|      | Versuchsmuster Radkampfwagen 90 Inv.Nr.: 27614                      | 1986      | Bundesrepublik Deutschland                      |
|      | Experimentalfahrzeug ATF Dingo Inv.Nr.: 28371                       | 1996      | Bundesrepublik Deutschland                      |
|      | Petit Véhicule Protégé (PVP) Gavial Inv.Nr.: 28883                  | 2006      | Frankreich, Bundesrepublik Deutschland          |
|      | Prototyp GTK Boxer Inv.Nr.: 28886                                   | 2006      | Bundesrepublik Deutschland, Niederlande         |

#### Halbketten- und Kettenfahrzeuge
- Gesamt-Ausstellungsübersicht der WTS

| Foto | Ausstellungsstück                                                                  | Zeit | Land                            |
| ---- | ---------------------------------------------------------------------------------- | ---- | ------------------------------- |
|      | Schwerer Zugkraftwagen 18 to SdKfz 9 Type 3 Inv.Nr. 1636                           | 1938 | Deutsches Reich                 |
|      | Panzer V Panther Inv.Nr. 5786                                                      | 1943 | Deutsches Reich                 |
|      | FlaPz M16 Inv.Nr.: 1635                                                            | 1944 | USA                             |
|      | HS 30 Mörser Inv.Nr.: 5622                                                         | 1959 | Bundesrepublik Deutschland      |
|      | Prototyp Hotchkiss 90 mm SP I.C. Inv.Nr.: 1638                                     | 1962 | Bundesrepublik Deutschland      |
|      | Tatra OT-810 Inv.Nr.: 28216                                                        | 1959 | Tschechoslowakei                |
|      | Tieffliegerüberwachungsradar (TÜR) auf Fahrgestell des SPz Marder Inv.Nr. 14564    | 1984 | Bundesrepublik Deutschland      |
|      | Kampfraumtrainer Kanonenjagd- panzer Inv.Nr.: 10484                                | 1965 | Bundesrepublik Deutschland      |
|      | Prototyp Kampfpanzer 70 Inv.Nr.: 2205                                              | 1967 | Bundesrepublik Deutschland, USA |
|      | Versuchsträger VT1-2 Inv.Nr.: 4321                                                 | 1975 | Bundesrepublik Deutschland      |
|      | Versuchsträger Kette auf SPz Marder für diesel-elektrischen Antrieb Inv.Nr.: 28857 | 1985 | Bundesrepublik Deutschland      |
|      | Leichter Zugkraftwagen 3t Sd. Kfz, 11 Inv.Nr.: 4362                                | 1938 | Deutsches Reich                 |
|      | NSU Gebirgskarette Inv.Nr.: 4619                                                   | 1960 | Bundesrepublik Deutschland      |
|      | NSU Kettenkrad Inv.Nr.: 4625                                                       | 1940 | Deutsches Reich                 |
|      | Mittlerer Kampfpanzer (Standardpanzer-Vorserie) Inv.Nr.: 4503                      | 1963 | Bundesrepublik Deutschland      |
|      | Versuchsträger mit Scheitellafette VTS1 Inv.Nr.: 7588                              | 1978 | Bundesrepublik Deutschland      |
|      | Waffenträger Wiesel Inv.Nr.: 21622                                                 | 1977 | Bundesrepublik Deutschland      |
|      | T-55 Inv.Nr.: 13041                                                                | 1958 | UdSSR                           |
|      | T-72 Inv.Nr.: 13342                                                                | 1973 | UdSSR                           |
|      | Kampfwagen Renault FT Dauerleihgabe des Panzermuseums Saumur Inv.Nr.: 13328        | 1918 | Frankreich                      |
|      | Prototyp des Kampfpanzers Leopard 2 Inv.Nr.: 13332                                 | 1973 | Bundesrepublik Deutschland      |
|      | Prototyp des Wiesel 2 Mörserkampfsystem Inv.Nr.: 28910                             | 2009 | Bundesrepublik Deutschland      |
|      | Detektorfahrzeug auf Wiesel 1 im German Route Clearance Package Inv.Nr.:21622      | 2020 | Bundesrepublik Deutschland      |

#### Motoren und Getriebe
- Gesamt-Ausstellungsübersicht der WTS
- WTS-Bildmaterial auf Commons siehe Fahrzeugtriebwerke

| Foto | Ausstellungsstück                                                                 | Zeit     | Land                            |
| ---- | --------------------------------------------------------------------------------- | -------- | ------------------------------- |
|      | Lenk- und Schalt- getriebe Renault FT 17 Inv.Nr.: 6021                            | 1917     | Frankreich                      |
|      | Maybach HL 120 Motor aus dem Pz IV Inv.Nr.: 5509                                  | 1938     | Deutsches Reich                 |
|      | Motor Continental AV-1790-5B aus dem KPz M47 und M48 Inv.Nr.: 5694                | 1956     | USA                             |
|      | Motor MB 838 CaM-500 aus dem KPz Leopard 1 Inv.Nr.: 13311                         | 1965     | Bundesrepublik Deutschland      |
|      | Motor UTD-20 aus dem SPz BMP-1 Inv.Nr.: 13036                                     | 1969     | UdSSR                           |
|      | Motor W2 W55 aus dem KPz T-54, T-55 oder MTU-20 Inv.Nr.: 17505                    | 1968     | UdSSR                           |
|      | Getriebe ZF 4 HP 250 aus dem KPz Leopard 1 Inv.Nr.: 13319                         | 1965     | Bundesrepublik Deutschland      |
|      | Motor Maybach HL 295 für den KPz AMX 50 Inv.Nr.: 18678                            | 1946     | Frankreich                      |
|      | Versuchsmotor 8M 22 BD von Übelacker Inv.Nr.: 5702                                | 1966     | Bundesrepublik Deutschland      |
|      | Dieselmotor KHD F8L 413F Inv.Nr.: 6474                                            | 1976     | Bundesrepublik Deutschland      |
|      | Motor MTU MB 873-Ka 501 aus dem KPz Leopard 2 Inv.Nr.: 5708                       | 1978     | Bundesrepublik Deutschland      |
|      | Versuchskonstruktion Gasturbine GT 601 Inv.Nr.: 7676                              | 1977     | USA, Bundesrepublik Deutschland |
|      | Gasturbine GTD1000 aus dem T 80 Inv.Nr.: 21003                                    | 1976     | UdSSR                           |
|      | Detroit Diesel 8V 71T der PzH M 109 Inv.Nr.: 13352                                | ca. 1960 | USA                             |
|      | Getriebe des T34/85 Inv.Nr.: 27610                                                | ca. 1940 | UdSSR                           |
|      | Getriebe des Panzerkampf- wagen V Panther Inv.Nr.: 223024                         | ca. 1941 | Deutsches Reich                 |
|      | Getriebe des Panzerkampf- wagen VI Tiger Inv.Nr.: 23225                           | ca. 1942 | Deutsches Reich                 |
|      | Schaltgetriebe ZF AK 6-55 der ersten LKW-Generation der Bundeswehr Inv.Nr.: 22517 | ca. 1960 | Bundesrepublik Deutschland      |
|      | Wandlergetriebe der KFz-Folge- Generation KAT I der Bundeswehr Inv.Nr.: 7154      | ca. 1979 | Bundesrepublik Deutschland      |

#### Sonstige Fahrzeugkomponenten
- Gesamt-Ausstellungsübersicht der WTS
- WTS-Bildmaterial auf Commons siehe Fahrzeugkomponenten

| Foto | Ausstellungsstück                                                                   | Zeit     | Land                       |
| ---- | ----------------------------------------------------------------------------------- | -------- | -------------------------- |
|      | schusssicherer Luftkammer- reifen Inv.Nr.: 28895                                    | ca. 1935 | Deutsches Reich            |
|      | Einheitsfahrgestell I Inv.Nr.: 6547                                                 | ca. 1938 | Deutsches Reich            |
|      | Anschauungsmodell Verschleiß einer Panzerkette PzH M 109 Inv.Nr.: 5615              | ca. 1980 | Bundesrepublik Deutschland |
|      | Gefechtsrad CTS des Radpanzer 90 Inv.Nr.: 28872                                     | 1989     | Bundesrepublik Deutschland |
|      | Hydropneu- matische Bremse des Leopard 2 Inv.Nr.: 7951                              | ca. 1980 | Bundesrepublik Deutschland |
|      | Sitzmodul für den Unimog U 1300 L zum taktischen Personen- transport Inv.Nr.: 28875 | 2004     | Bundesrepublik Deutschland |

#### Anhänger
- Gesamt-Ausstellungsübersicht der WTS
- WTS-Bildmaterial auf Commons siehe Radfahrzeuge

| Foto | Ausstellungsstück                    | Zeit | Land                       |
| ---- | ------------------------------------ | ---- | -------------------------- |
|      | Infanteriekarren If.8 Inv.Nr.: 27622 | 1941 | Bundesrepublik Deutschland |

### Rohr- und Raketenartillerie

#### Geschütze und Raketen
- Gesamtausstellungsübersicht der WTS
- WTS-Bildmaterial auf Commons siehe Artilleriematerial

Mörser
| Foto | Ausstellungsstück                     | Zeit        | Land                       |
| ---- | ------------------------------------- | ----------- | -------------------------- |
|      | Mörser zur Kampfunter- stützung       | ab ca. 1650 | verschiedene Länder        |
|      | 25-Pfünder- Mörser C/40               | 1840        | Preußen                    |
|      | Granatenwerfer 16 Inv.Nr.: 4112       | 1916        | Österreich-Ungarn          |
|      | Mörser 120 mm auf HS 30 Inv.Nr.: 5622 | 1962        | Bundesrepublik Deutschland |

Kanonen und Haubitzen
| Foto | Ausstellungsstück                                                                          | Zeit          | Land                                                |
| ---- | ------------------------------------------------------------------------------------------ | ------------- | --------------------------------------------------- |
|      | 4 Pfünder Kugelkanone M 1863 Inv.Nr.: 3634                                                 | 1843          | Dänemark                                            |
|      | 4 Pfünder Kugelkanone M 1863 Inv.Nr.: 3634                                                 | 1863          | Dänemark                                            |
|      | Feldkanone C71 Inv.Nr.: 24653                                                              | 1871          | Deutsches Reich                                     |
|      | 7,7 cm Feldkanone 96 Inv.Nr.: 2190                                                         | 1896          | Deutsches Reich                                     |
|      | 7,5 cm Feldkanone Modèle 97 Inv.Nr.: 4171                                                  | 1897          | Frankreich                                          |
|      | 7,62 cm Feldkanone Modell 1902 Inv.Nr.: 0009644                                            | 1902          | Russland                                            |
|      | Protze der Feldkanone Modell 1902 Inv.Nr.: 0009645                                         | 1902          | Russland                                            |
|      | 7,7 cm Feldkanone 96 n.A. Inv.Nr.: 0007965                                                 | 1906          | Deutsches Reich                                     |
|      | Feldkanone 75 mm M.06 Inv.Nr.: 4234                                                        | 1906          | Deutsches Reich, Italien                            |
|      | 10,5-cm- leichte Feldhaubitze 16 Inv.Nr.: 2605                                             | 1916          | Deutsches Reich                                     |
|      | 10-cm- Gebirgshaubitze M. 16 Inv.Nr.: 1405                                                 | 1916          | Österreich-Ungarn                                   |
|      | 10-cm- Kanone 17 Inv.Nr.: 2506                                                             | 1917          | Deutsches Reich                                     |
|      | 10,5-cm- leichte Feldhaubitze 18/40 Inv.Nr.: 3571                                          | 1928          | Deutsches Reich                                     |
|      | 10,5-cm- leichte Feldhaubitze 18 Inv.Nr.: 1403                                             | 1929          | Deutsches Reich                                     |
|      | 15-cm-schweres Infanteriegeschütz 33 Inv.Nr.: 1410                                         | 1933          | Deutsches Reich                                     |
|      | Gebirgsgeschütz 7,5 cm Inv.Nr.: 1387                                                       | 1935          | Deutsches Reich                                     |
|      | 7,5 cm Feldkanone 18 Inv.Nr.: 1389                                                         | 1938          | Deutsches Reich                                     |
|      | 21 cm Feldkanone 38 Inv.Nr.: 1398                                                          | 1938          | Deutsches Reich                                     |
|      | 25-Pfd-Haubitze Mk. 2 Inv.Nr.: 1451                                                        | 1940          | Vereinigtes Königreich                              |
|      | 5-cm- Kampfwagen- kanone Inv.Nr.: 1316                                                     | 1942          | Deutsches Reich                                     |
|      | 24 cm- Feldkanone Inv.Nr.: 11524                                                           | 1935          | Deutsches Reich                                     |
|      | 7,5-cm- leichtes Infanteriegeschütz 18 Inv.Nr.: 0009371                                    | 1932          | Deutsches Reich                                     |
|      | 15-cm- schwere Feldhaubitze 36 Inv.Nr.: 1408                                               | 1941          | Deutsches Reich                                     |
|      | 10,5-cm Rückstoßfreies Leichtgeschütz 42                                                   | 1942          | Deutsches Reich                                     |
|      | Miniaturmodell des Paris-Geschützes des Ersten Weltkrieges                                 | 1917          | Deutsches Reich                                     |
|      | Miniaturmodell der 80-cm-Kanone auch „schwerer Gustav“ oder „Dora-Geschütz“ Inv.Nr.: 25873 | 1941          | Deutsches Reich                                     |
|      | Tragtierverlastbare Gebirgshaubitze Modell 56 Inv.Nr.: 10268                               | 1956          | Italien                                             |
|      | Feldhaubitze 105 mm XM 204 Inv.Nr.: 7090                                                   | 1967          | USA                                                 |
|      | Feldhaubitze FH155-1 Versuchsträger für Rohr der PzH 2000 Inv.Nr.: 28873                   | 1968          | Bundesrepublik Deutschland                          |
|      | Feldhaubitze 105 mm M101 Inv.Nr.: 1880                                                     | 1939          | USA                                                 |
|      | Modell der Panzerhaubitze 70                                                               | 1977 bis 1984 | Bundesrepublik Deutschland, Italien, Großbritannien |
|      | Leichtgeschütz 106 mm M40 auf DKW Munga Inv.Nr.: 4175                                      | 1955          | USA                                                 |

Artillerieraketen
| Foto | Ausstellungsstück                    | Zeit | Land |
| ---- | ------------------------------------ | ---- | ---- |
|      | Nuklearfähige Artillerierakete Lance | 1973 | USA  |

#### Artillerietechnik
- Gesamtausstellungsübersicht der WTS

| Foto | Ausstellungsstück                                  | Zeit     | Land            |
| ---- | -------------------------------------------------- | -------- | --------------- |
|      | Stabkanonenrohr                                    |          |                 |
|      | Geschmiedete Bockbüchsen                           |          |                 |
|      | Mehrlagenrohr Schnittmodell                        |          |                 |
|      | Fertigung von Geschützrohren                       |          |                 |
|      | Autofrettage bei Geschützrohren                    |          |                 |
|      | Funktionsprinzip von Rohrrücklauf und Rohrvorholer |          |                 |
|      | Artillerieräder mit Vollgummi- reifen              | ca. 1935 | Deutsches Reich |
|      | Verschlussarten von Geschützen                     |          |                 |
|      | Elektro- kanonen                                   |          |                 |

### Handwaffen, Maschinenwaffen, Panzerabwehrhandwaffen

#### Pistolen
- Gesamtausstellungsübersicht der WTS
- WTS-Bildmaterial auf Commons siehe Handfeuerwaffen

Die Einteilung dieses Abschnitts richtet sich nach der Klassifizierung des Artikels Pistole.
Radschlosspistolen
| Foto | Ausstellungsstück                             | Zeit    | Land        |
| ---- | --------------------------------------------- | ------- | ----------- |
|      | Sächsische Radschloss- pistole Exp.Nr.: 1.03  | 1598    | Sachsen     |
|      | 7-schüssige Radschloss- pistole Exp.Nr.: 1.06 | um 1650 | Unbe- kannt |

Steinschlosspistolen
| Foto | Ausstellungsstück                                          | Zeit       | Land    |
| ---- | ---------------------------------------------------------- | ---------- | ------- |
|      | Preußische Kavallerie- Steinschloss- pistole Exp.Nr.: 2.01 | um 1710    | Preußen |
|      | Preußische Steinschloss- pistole Exp.Nr.: 2.02             | vor 1723   | Belgien |
|      | Preußische Kavallerie- Steinschloss- pistole Exp.Nr.: 2.04 | 1731- 1740 | Preußen |
|      | Husarenpistole M 1818 mit Anschlagschaft Exp.Nr.: 2.15     | 1818       | Preußen |

Perkussionsschlosspistolen
| Foto | Ausstellungsstück                            | Zeit | Land                  |
| ---- | -------------------------------------------- | ---- | --------------------- |
|      | Kavalleriepistole M 1850 Exp.Nr.: 3.12       | 1850 | Preußen               |
|      | Kavalleriepistole M 1851 Exp.Nr.: 3.13       | 1851 | Mecklenburg- Schwerin |
|      | Kolbenpistole Erprobungsmuster Exp.Nr.: 3.22 | 1864 | Königreich Bayern     |

Zündnadel-Pistolen
| Foto | Ausstellungsstück                         | Zeit | Land    |
| ---- | ----------------------------------------- | ---- | ------- |
|      | Pistole Entwicklungsmuster Exp.Nr.: 4.05  | 1855 | Preußen |
|      | Pistole mit Anschlagschaft Exp.Nr.: 4.06  | 1856 | Preußen |
|      | Pistole ohne Anschlagschaft Exp.Nr.: 4.07 | 1856 | Preußen |

Revolver
| Foto | Ausstellungsstück                                     | Zeit    | Land                                             |
| ---- | ----------------------------------------------------- | ------- | ------------------------------------------------ |
|      | Bündelrevolver Exp.Nr.: 5.01                          | um 1800 | unbekannt                                        |
|      | Colt Revolver Navy M 1851 Exp.Nr.: 5.04               | 1851    | Vereinigte Staaten                               |
|      | Colt Tranter M 1856 Exp.Nr.: 5.06                     | 1856    | Vereinigte Staaten                               |
|      | Revolver Le Mat Exp.Nr.: 5.08                         | 1856    | Vereinigte Staaten                               |
|      | Revolver M 1858 Army Modell System Kerr Exp.Nr.: 5.09 | 1858    | Konföderierte Staaten von Amerika                |
|      | Colt Revolver Navy M 1859 Exp.Nr.: 5.10               | 1859    | Vereinigte Staaten                               |
|      | Revolver M 1860 Army Modell Exp.Nr.: 5.12             | 1860    | Vereinigte Staaten                               |
|      | Revolver M 1863 New Army Exp.Nr.: 5.13                | 1859    | Vereinigte Staaten                               |
|      | Revolver Dreyse Exp.Nr.: 4.23                         | 1863    | Preußen                                          |
|      | Mauser Reichsrevolver M 1879 Exp.Nr.: 5.22            | 1879    | Deutsches Reich                                  |
|      | Mauser Reichsrevolver M 1883 Exp.Nr.: 5.24            | 1883    | Deutsches Reich                                  |
|      | Webley- Fosbery Revolver Exp.Nr.: 5.28                | 1901    | Vereinigtes Königreich Großbritannien und Irland |
|      | Chamelot-Delvigne Revolver M 1873 Exp.Nr.: 5.19       | 1873    | Frankreich                                       |
|      | Smith & Wesson No 3 Russian Model Exp.Nr.: 5.20       | 1874    | USA Deutsches Reich                              |
|      | Mauser M 1878 Zick-Zack Exp.Nr.: 5.21                 | 1878    | Deutsches Reich                                  |
|      | Nagant M 1895 Exp.Nr.: 5.27                           | 1895    | Russland                                         |
|      | Colt Anaconda Exp.Nr.:5.31                            | 1995    | USA                                              |

Repetier- und Zylinderschlosspistolen
| Foto | Ausstellungsstück                                                 | Zeit     | Land                          |
| ---- | ----------------------------------------------------------------- | -------- | ----------------------------- |
|      | Pistole Volcanic mit Unterhebel- repetierung M 1859 Exp.Nr.: 7.01 | ca. 1860 | Vereinigte Staaten            |
|      | Pistole System Schulhof 1885 Exp.Nr.: 7.13                        | 1885     | Kaiserreich Österreich-Ungarn |
|      | Pistole System Schulhof Exp.Nr.: 7.15                             | ca. 1885 | Kaiserreich Österreich-Ungarn |
|      | Pistole Schlegelmilch Exp.Nr.:7.17                                | 1894     | Deutsches Reich               |
|      | Pistole System Laumann Exp.Nr.:7.18                               | 1891     | Deutsches Reich               |
|      | Pistole System Schönberger Exp.Nr.:7.20                           | 1894     | Deutsches Reich               |
|      | Pistole System Bittner Exp.Nr.:7.22                               | 1883     | Deutsches Reich               |
|      | Pistole System Schilling Exp.Nr.:7.23                             |          | Deutsches Reich               |

Selbstladepistolen
| Foto | Ausstellungsstück                                                | Zeit          | Land                                             |
| ---- | ---------------------------------------------------------------- | ------------- | ------------------------------------------------ |
|      | Selbstladepistole Prototyp Bergmann Exp.Nr.:8.001                | 1892          | Deutsches Reich                                  |
|      | Pistole Borchardt C93 Exp.Nr.:8.002                              | 1893          | Deutsches Reich                                  |
|      | Selbstladepistole Salvator-Dormus Exp.Nr.:8.004                  | 1891          | Österreich- Ungarn                               |
|      | System Mannlicher M 1894-96 Exp.Nr.:8.005                        | 1896          | Deutsches Reich                                  |
|      | Pistole Mauser C96 Exp.Nr.:8.007                                 | 1896          | Deutsches Reich                                  |
|      | Selbstladepistole FN Browning M 1900 Exp.Nr.:8.009               | 1900          | Belgien                                          |
|      | Selbstladepistole FN Browning M 1900 U.S.Navy Exp.Nr.:8.010      | 1900          | USA                                              |
|      | Selbstladepistole Mars Webley & Scott Exp.Nr.:8.011              | ca. 1905      | Vereinigtes Königreich                           |
|      | Selbstladepistole Mars Prototyp Webley & Scott Exp.Nr.:8.012     | 1905          | Vereinigtes Königreich                           |
|      | Selbstladepistole M 1901 System Mannlicher Exp.Nr.:8.013         | 1905          | Österreich- Ungarn                               |
|      | Selbstladepistole Prototyp Webley & Scott Exp.Nr.:8.014          | 1905          | Vereinigtes Königreich                           |
|      | Selbstladepistole Prototyp Schouboe Exp.Nr.:8.015                | 1905          | Österreich- Ungarn                               |
|      | Selbstladepistole M 1907 System Roth Exp.Nr.:8.016               | 1907          | Österreich- Ungarn                               |
|      | Selbstladepistole Reifgraber Exp.Nr.:8.017                       | 1908          | USA                                              |
|      | Schwarzlose M 1908 Exp.Nr.:8.018                                 | 1908          | Deutsches Reich                                  |
|      | Pistole 08 Exp.Nr.:8.019                                         | 1896          | Deutsches Reich                                  |
|      | Marinepistole 1904 Exp.Nr.:8.020                                 | 1904          | Deutsches Reich                                  |
|      | Selbstladepistole M 1910 Bergmann 1904 Exp.Nr.:8.022             | 1910          | Belgien                                          |
|      | Selbstladepistole M 1910 Browning Exp.Nr.:8.023                  | 1910          | Belgien                                          |
|      | Selbstladepistole M 1910 Frommer Exp.Nr.:8.024                   | 1910          | Österreich- Ungarn                               |
|      | Selbstladepistole M 1910 Glisenti Exp.Nr.:8.025                  | 1910          | Italien                                          |
|      | Selbstladepistole M 1912 Steyr Exp.Nr.:8.026                     | 1912          | Österreich- Ungarn                               |
|      | Selbtladepistole M 1912 Frommer Exp.Nr.:8.027                    | 1917          | Österreich- Ungarn                               |
|      | Selbstladepistole M 1913 Sauer Exp.Nr.:8.031                     | 1913          | Deutsches Reich                                  |
|      | Selbstladepistole Walther Modell 6 Exp.Nr.:8.033                 | ca. 1917      | Deutsches Reich                                  |
|      | Selbstladepistole Becker & Holländer Exp.Nr.:8.034               | 1915          | Deutsches Reich                                  |
|      | Selbstladepistole Langenhahn Militärmodell Exp.Nr.:8.035         | 1917          | Deutsches Reich                                  |
|      | Selbstladepistole M 1917 Dreyse Exp.Nr.:8.036                    | 1917          | Deutsches Reich                                  |
|      | Selbstladepistole Jo.Lo.Ar. Exp.Nr.:8.037                        | 1924          | Spanien                                          |
|      | Selbstladepistole FN Herstal M 1922 Exp.Nr.:8.038                | 1917          | Belgien                                          |
|      | Selbstladepistole DWM M 1922 Exp.Nr.:8.039                       | 1925          | Deutsches Reich                                  |
|      | Selbstladepistole Rheinmetall M 1922 Exp.Nr.:8.040               | 1917          | Deutsches Reich                                  |
|      | Selbstladepistole System Decker M 1923 Exp.Nr.:8.041             | 1923          | Deutsches Reich                                  |
|      | Selbstladepistole Beretta M 1923 Exp.Nr.:8.042                   | 1923          | Italien                                          |
|      | Selbstladepistole Le Page Exp.Nr.:8.043                          | ca. 1925      | Belgien                                          |
|      | Selbstladepistole M 1927 P 27 (t) Exp.Nr.:8.044                  | ca. 1939      | Tschechoslowakei                                 |
|      | Selbstladepistole Union-France mit Hufeisen- lader Exp.Nr.:8.046 | 1931          | Frankreich                                       |
|      | Selbstladepistole Sauer M 1930 Exp.Nr.:8.047                     | ca. 1939      | Deutsches Reich                                  |
|      | Selbstladepistole Walther PP Exp.Nr.:8.048                       | ca. 1929      | Deutsches Reich                                  |
|      | Selbstladepistole Walther PPK Exp.Nr.:8.049                      | 1931          | Deutsches Reich                                  |
|      | Selbstladepistole M 1931 Yovanowitch Exp.Nr.:8.050               | ca. 1931      | Jugoslawien                                      |
|      | Selbstladepistole Beretta M 1938 Exp.Nr.:8.051                   | 1938          | Italien                                          |
|      | Selbstladepistole Mauser M 1934 Exp.Nr.:8.052                    | 1934          | Deutsches Reich                                  |
|      | Selbstladepistole System Jäger Exp.Nr.:8.053                     | ca. 1936      | Deutsches Reich                                  |
|      | Selbstladepistole Femaru M 1937 Schnittmodell Exp.Nr.:8.054      | 1934          | Ungarn                                           |
|      | Selbstladepistole Ceska Zbrojovka M 1938 Exp.Nr.:8.055           | 1938          | Tschechoslowakei                                 |
|      | Selbstladepistole Sauer M 1938 H Exp.Nr.:8.056                   | 1938          | Deutsches Reich                                  |
|      | Pistole Desert Eagle Exp.Nr.:8.057                               | 1982          | USA, Israel                                      |
|      | Selbstladepistole Unique Modell 17 Exp.Nr.:8.058                 | 1940          | Frankreich                                       |
|      | Selbstladepistole System Gustlov Exp.Nr.:8.059                   | 1940          | Deutsches Reich                                  |
|      | Selbstladepistole M 1944 Prototyp Exp.Nr.:8.061                  | 1944          | Finnland                                         |
|      | Selbstladepistole Astra Modell 600 Exp.Nr.:8.060                 | ca. 1943      | Spanien                                          |
|      | Selbstladepistole Tarn Prototyp Exp.Nr.:8.062                    | 1944          | Vereinigtes Königreich                           |
|      | Pistole Makarow Exp.Nr.:8.063                                    | 1949          | UdSSR                                            |
|      | Selbstladepistole B76 Exp.Nr.:8.064                              | 1980          | Italien                                          |
|      | Selbstladepistole PSM (Pistole) Exp.Nr.:8.065                    | 1983          | UdSSR                                            |
|      | Selbstladepistole UZI Exp.Nr.:8.066                              | 1984          | Israel                                           |
|      | Selbstladepistole Vorserienmodell System Vörös Exp.Nr.:8.068     | 1997          | Bundesrepublik Deutschland                       |
|      | Pistole 2 mm Kolibri Exp.Nr.:8.069                               | 1914          | Österreich- Ungarn                               |
|      | Selbstladepistole System Roth Exp.Nr.:8.070                      | nicht bekannt | Deutsches Reich                                  |
|      | Selbstladepistole MK I M 1913 Exp.Nr.:8.071                      | 1913          | Vereinigtes Königreich Großbritannien und Irland |
|      | Selbstladepistole Hammond Exp.Nr.:8.072                          | 1917          | USA                                              |
|      | Selbstladepistole M 1922 System Nickl Exp.Nr.:8.073              | 1922          | Tschechoslowakei                                 |
|      | Selbstladepistole Nambu Typ 94 (M 1934) Exp.Nr.:8.075            | 1940          | Japan                                            |
|      | Selbstladepistole Walther AP Exp.Nr.:8.077                       | 1936          | Deutsches Reich                                  |
|      | Selbstladepistole Walther HP Exp.Nr.:8.078                       | 1938          | Deutsches Reich                                  |
|      | Selbstladepistole Walther P 38 Schnittmodell Exp.Nr.:8.079       | 1938          | Deutsches Reich                                  |
|      | Selbstladepistole Star A Exp.Nr.:8.082                           | nicht bekannt | Spanien                                          |
|      | Selbstladepistole TT-33 System Tokarev Exp.Nr.:8.083             | 1940          | UdSSR                                            |
|      | Selbstladepistole Pi-A Exp.Nr.:8.086                             | 1960          | Indonesien                                       |
|      | Selbstladepistole VIS M 1935 Exp.Nr.:8.087                       | 1939          | Polen                                            |
|      | Selbstladepistole M 1950 Exp.Nr.:8.088                           | 1955          | Frankreich                                       |
|      | Selbstladepistole Mamba Exp.Nr.:8.091                            | 1978          | USA                                              |
|      | Selbstladepistole CAC 45-1 Exp.Nr.:8.092                         | ca. 1975      | USA                                              |
|      | Selbstladepistole L35 System Lahti Exp.Nr.:8.076                 | 1935          | Finnland                                         |
|      | Pistole Beretta 92 Exp.Nr.:8.080                                 | 1992          | Italien                                          |
|      | Pistole Glock 17 Exp.Nr.:8.096                                   | 1980          | Österreich                                       |
|      | Selbstladepistole Ceska M 1985 Exp.Nr.:8.097                     | 1992          | Tschechoslowakei                                 |
|      | Selbstladepistole Mauser M 90 Exp.Nr.:8.098                      | 1990          | Bundesrepublik Deutschland                       |
|      | Selbstladepistole SIG DP-51 Exp.Nr.:8.099                        | 1990          | Südkorea                                         |
|      | Selbstladepistole CZ-99 Exp.Nr.:8.103                            | 1989          | Serbien                                          |
|      | Selbstladepistole PA-15 M1 Exp.Nr.:8.106                         | 1975          | Frankreich                                       |
|      | Selbstladepistole MAB-R 1958 Exp.Nr.:8.107                       | 1958          | Frankreich                                       |
|      | Selbstladepistole PP-10 Budyschowsky Exp.Nr.:8.111               | nicht bekannt | Bundesrepublik Deutschland                       |
|      | Selbstlade- pistole P-99 Exp.Nr.:8.104                           | 1994          | Bundesrepublik Deutschland                       |
|      | Pistole HK P8 Exp.Nr.:8.108                                      | 1992          | Bundesrepublik Deutschland                       |
|      | Pistole Makarow schallgedämpft Exp.Nr.:12.14                     | 1951          | UdSSR                                            |
|      | Reihenfeuerpistole M 1912/16 Exp.Nr.:13.02                       | 1919          | Österreich- Ungarn                               |
|      | Selbstladepistole Colt M 1911 Browning Inv.Nr.:0002936           | 1911          | Vereinigte Staaten                               |
|      | Selbstladepistole Walther P38 Inv.Nr.:001479                     | 1938          | Deutsches Reich                                  |
|      | Selbstlade- pistole HK P7 Exp.Nr.:0018700                        | 1976          | Bundesrepublik Deutschland                       |
|      | Selbst- verteidigungs- waffe FN Herstal P 90                     | 1990          | Belgien                                          |
|      | Pistole HK P12 Inv.Nr.:2828270                                   | 2003          | Bundesrepublik Deutschland                       |
|      | Selbstlade- pistole FN Five-Seven IOM Inv.Nr.: 34018             | 2000          | Belgien                                          |
|      | Selbstladepistole Glock 27 Exp.Nr.:12.10                         | 2010          | Österreich                                       |
|      | Schalldämpferpistole Welrod Exp.Nr.:12.05                        | ca. 1940      | Vereinigtes Königreich                           |
|      | P1 mit Schalldämpfer Exp.Nr.:12.07                               | ca. 1960      | Bundesrepublik Deutschland                       |

Sonderformen
| Foto | Ausstellungsstück                         | Zeit | Land                       |
| ---- | ----------------------------------------- | ---- | -------------------------- |
|      | Unterwasser- pistole HK P11 Inv.Nr.:8.112 | 1976 | Bundesrepublik Deutschland |

#### Maschinenpistolen
- Gesamtausstellungsübersicht der WTS
- WTS-Bildmaterial auf Commons siehe Handfeuerwaffen

| Foto | Ausstellungsstück             | Zeit | Land                       |
| ---- | ----------------------------- | ---- | -------------------------- |
|      | HK MP5 Exp.Nr.:5.09           | 1966 | Bundesrepublik Deutschland |
|      | HK MP7                        | 2001 | Bundesrepublik Deutschland |
|      | Maschinenpistole Kriss Vector | 2007 | USA, Schweiz               |

#### Gewehre
- Gesamtausstellungsübersicht der WTS

Frühe Gewehre und Luntenschlossgewehre
| Foto | Ausstellungsstück                                     | Zeit     | Land   |
| ---- | ----------------------------------------------------- | -------- | ------ |
|      | Handrohr Exp.Nr.: 1.01                                | 1390     | Hessen |
|      | Luntenschlossgewehr Exp.Nr.: 1.02                     | ca. 1600 |        |
|      | Spundbajonett für Luntenschloss- gewehr Exp.Nr.: 1.02 | ca. 1600 |        |
|      | Bandelier für Pulver und Kugeln Exp.Nr.: 1.02         | ca. 1600 |        |
|      | Abbildung Luntenschloss- gewehr Exp.Nr.: 1.02         | ca. 1600 |        |

Radschlossgewehre
| Foto | Ausstellungsstück                   | Zeit | Land                      |
| ---- | ----------------------------------- | ---- | ------------------------- |
|      | Radschloss- karabiner Exp.Nr.: 1.04 | 1600 | Fürsterz- bistum Salzburg |

Steinschlossgewehre
| Foto | Ausstellungsstück                                           | Zeit     | Land    |
| ---- | ----------------------------------------------------------- | -------- | ------- |
|      | Preußisches Steinschloss- gewehr Exp.Nr.: 2.05              | ca. 1740 | Preußen |
|      | Preußischer Steinschloss Husaren- karabiner Exp.Nr.: 2.06   | ca. 1750 | Preußen |
|      | Preußischer Steinschloss Kürassier- karabiner Exp.Nr.: 2.07 | ca. 1730 | Preußen |

Perkussionsschlossgewehre
| Foto | Ausstellungsstück                                         | Zeit     | Land    |
| ---- | --------------------------------------------------------- | -------- | ------- |
|      | Preußische Perkussionsschloss- gewehre Exp.Nr.: 3.02-3.03 | ca. 1820 | Preußen |

Zündnadelgewehre
| Foto | Ausstellungsstück                              | Zeit     | Land    |
| ---- | ---------------------------------------------- | -------- | ------- |
|      | Dreyse- Zündnadel- gewehre Exp.Nr.: 4.01- 4.03 | ca. 1840 | Preußen |

Revolvergewehre
| Foto | Ausstellungsstück                      | Zeit    | Land               |
| ---- | -------------------------------------- | ------- | ------------------ |
|      | Revolvergewehr Rasmussen Exp.Nr.: 5.02 | um 1850 | Dänemark           |
|      | Revolvergewehr Cochran Exp.Nr.: 5.03   | um 1850 | Frankreich         |
|      | Revolvergewehr Colt Exp.Nr.: 5.05      | 1855    | Vereinigte Staaten |

Repetiergewehre und Mehrlader
| Foto | Ausstellungsstück                         | Zeit | Land              |
| ---- | ----------------------------------------- | ---- | ----------------- |
|      | Henry-Gewehr Exp.Nr.: 7.02                | 1860 | USA               |
|      | Werder-Gewehr M/1869 Exp.Nr.: 6.10        | 1869 | Königreich Bayern |
|      | Mauser Modell 71 Exp.Nr.: 6.12            | 1871 | Deutsches Reich   |
|      | Evans Repetiergewehr 1871 Exp.Nr.: 7.11   | 1871 | USA               |
|      | Winchester Karabiner M 1873 Exp.Nr.: 7.03 | 1873 | USA               |
|      | Gewehr 1886 Mannlicher Exp.Nr.: 7.12      | 1886 | Österreich        |

Selbstlader, halb- und vollautomatische Gewehre
| Foto | Ausstellungsstück                                 | Zeit              | Land                       |
| ---- | ------------------------------------------------- | ----------------- | -------------------------- |
|      | M1 Karabiner mit Sniperscope Exp.Nr.: 11.01       | 1957              | USA                        |
|      | Fallschirm- jägergewehr- 42 Exp.Nr.: 11.04- 11.05 | 1941              | Deutsches Reich            |
|      | Krummlaufversion des Sturmgewehr 44               | ca. 1943          | Deutsches Reich            |
|      | Sturmgewehr 45                                    | 1945              | Deutsches Reich            |
|      | Prototyp T44 des Gewehrs M 14 Exp.Nr.: 9.21       | 1956              | Vereinigte Staaten         |
|      | Beretta BM59                                      | 1959              | Italien                    |
|      | Gewehr G3 Exp.Nr.: 11.20                          | 1959              | Bundesrepublik Deutschland |
|      | Gewehr G11 Exp.Nr.: 14.12- 14.14                  | 1971              | Bundesrepublik Deutschland |
|      | Gewehr HK G41 Exp.Nr.: 11.202                     | 1979              | Bundesrepublik Deutschland |
|      | Sturmgewehr Steyr AUG Exp.Nr.: 11.44              | Ende 1960er Jahre | Österreich                 |
|      | HK OICW                                           | 1999              | Bundesrepublik Deutschland |
|      | HK G36 Exp.Nr.: 11.48 11.50                       | 1995              | Bundesrepublik Deutschland |
|      | Sturmgewehr FN F 2000 Inv.Nr.: 30269              | 2001              | Belgien                    |
|      | Sturmgewehr FN SCAR Inv.Nr.: 30144                | 2003              | Belgien                    |

Scharfschützengewehre
| Foto | Ausstellungsstück                                  | Zeit     | Land                       |
| ---- | -------------------------------------------------- | -------- | -------------------------- |
|      | Dragunow -Scharfschützengewehr                     | 1958     | UdSSR                      |
|      | Halbautomatisches Präzisionsgewehr Walther WA 2000 | ca. 1979 | Bundesrepublik Deutschland |
|      | Scharfschützen- gewehr AW50                        | 1982     | Vereinigtes Königreich     |

Flinten
| Foto | Ausstellungsstück | Zeit | Land |
| ---- | ----------------- | ---- | ---- |
|      | Remington 870     | 1951 | USA  |

Sonderformen
| Foto | Ausstellungsstück                             | Zeit | Land  |
| ---- | --------------------------------------------- | ---- | ----- |
|      | Unterwasser- sturmgewehr APS Inv.Nr.: 0027448 | 1969 | UdSSR |

#### Maschinengewehre
- Gesamtausstellungsübersicht der WTS

| Foto | Ausstellungsstück                                  | Zeit            | Land                                             |
| ---- | -------------------------------------------------- | --------------- | ------------------------------------------------ |
|      | „Orgelgeschütz“ Vorläufer von Maschinen- waffen    | ca. 1400 - 1700 | verschiedene Länder                              |
|      | Maschinengewehr Palmcrantz- Nordenfelt             | 1873            | Schweden                                         |
|      | Gatling Gun                                        | 1883            | USA                                              |
|      | Maschinengewehr Schwarzlose                        | 1905            | Österreich                                       |
|      | Maschinengewehr 1908                               | 1908            | Deutsches Reich                                  |
|      | Maschinengewehr PM 1910                            | 1910            | Russland                                         |
|      | Maschinengewehr 14 Parabellum                      | 1911            | Deutsches Reich                                  |
|      | Maschinengewehr- Vickers                           | 1912            | Vereinigtes Königreich Großbritannien und Irland |
|      | Maschinengewehr Chauchat 8 mm Mle 1915             | 1915            | Frankreich                                       |
|      | Maschinengewehr 08/15                              | 1915            | Deutsches Reich                                  |
|      | Maschinengewehr Bergmann MG 15nA                   | 1916            | Deutsches Reich                                  |
|      | Maschinengewehr Browning M 1917                    | 1917            | USA                                              |
|      | Maschinengewehr Browning M 1919                    | 1918            | USA                                              |
|      | Maschinengewehr Vollmer 27                         | 1922            | Deutsches Reich                                  |
|      | leichtes Maschinengewehr MG 120 R Degtjarjow DP 28 | 1928            | UdSSR                                            |
|      | Maschinengewehr MG 13                              | 1930            | Deutsches Reich                                  |
|      | Leichtes Maschinengewehr Modell Solothurn S2-200   | 1931            | Deutsches Reich Schweiz                          |
|      | Maschinengewehr MG 34                              | 1931            | Deutsches Reich                                  |
|      | Maschinengewehr MG 15                              | 1932            | Deutsches Reich                                  |
|      | Maschinengewehr MG 17                              | 1934            | Deutsches Reich                                  |
|      | Leichtes Maschinengewehr Knorr-Bremse 1935/36      | 1935            | Deutsches Reich                                  |
|      | Flugzeug- maschinengewehr MG 131                   | 1940            | Deutsches Reich                                  |
|      | Flugzeug- maschinengewehr MG 81                    | 1940            | Deutsches Reich                                  |
|      | Maschinengewehr MG 42                              | 1942            | Deutsches Reich                                  |
|      | Maschinengewehr MG 45                              | 1944            | Deutsches Reich                                  |
|      | Maschinengewehr 7,5 mm 51                          | 1951            | Schweiz                                          |
|      | Leichtes Maschinengewehr MG HK21                   | 1961            | Bundesrepublik Deutschland                       |
|      | Maschinengewehr MG3                                | 1966            | Bundesrepublik Deutschland                       |
|      | Maschinengewehr HK 43 MG4                          | 2005            | Bundesrepublik Deutschland                       |
|      | Maschinengewehr MG 9                               | 2005            | Bundesrepublik Deutschland                       |

#### Maschinenkanonen
- Gesamt-Ausstellungsübersicht der WTS

| Foto | Ausstellungsstück                           | Zeit        | Land                       |
| ---- | ------------------------------------------- | ----------- | -------------------------- |
|      | Verschiedene Baumuster von Maschinenkanonen | ab ca. 1935 | verschiedene Länder        |
|      | Maschinenkanone DEFA 552                    | 1954        | Frankreich                 |
|      | Maschinenkanone T250                        | 1962        | USA                        |
|      | Flugzeugbord- Maschinenkanone Aden          | ca. 1960    | Vereinigtes Königreich     |
|      | Flugzeugbord- Maschinenkanone BK 27         | 1977        | Bundesrepublik Deutschland |
|      | Granatmaschinenwaffe HK GMW                 | 1995        | Bundesrepublik Deutschland |

#### Panzerabwehrwaffen und -kampfmittel
- Gesamt-Ausstellungsübersicht der WTS

| Foto | Ausstellungsstück                             | Zeit        | Land                                     |
| ---- | --------------------------------------------- | ----------- | ---------------------------------------- |
|      | 3,7cm- Tankabwehr- kanone                     | 1916        | Deutsches Reich                          |
|      | Panzer- büchse 41 2,8cm                       | 1941        | Deutsches Reich                          |
|      | Panzer- abwehr- handgranate RKG3 und RKG 3 EM | 1940        | UdSSR                                    |
|      | Geballte- Ladung                              | ab 1916     | Deutsches Reich                          |
|      | Raketen- panzer- büchse 54                    | 1944        | Deutsches Reich                          |
|      | Raketen- werfer 43                            | 1943        | Deutsches Reich                          |
|      | Panzerfaust 44                                | 1963        | Bundes- republik Deutschland             |
|      | Panzerabwehr- mine AT-2                       | 1981        | Bundes- republik Deutschland             |
|      | Panzerabwehr- flugkörper TOW                  | 1981        | USA                                      |
|      | Panzerabwehr- flugkörper MILAN                | 1972        | Frankreich, Bundes- republik Deutschland |
|      | Panzerabwehr- richtmine                       | ab ca. 1980 | verschiedene                             |
|      | Panzerfaust 3                                 | 1987        | Bundes- republik Deutschland             |

### Pioniermaterial und Festungsbau
- Gesamt-Ausstellungsübersicht der WTS

Unter Pioniermaterial werden 
- Pioniergerät, als Gerät zum Aufbau von Infrastruktur und
- Pionierkampfmittel als „Kampfmittel, die zur Durchführung von Aufgaben im Pionierdienst aller Truppen
 oder der Pioniertruppe verwendet werden
 und zum Hemmen und Kanalisieren gegnerischer Bewegungen,
 zum Überwinden von Hindernissen,
 zum Öffnen von Sperren oder zum Beschädigen oder Zerstören
 von Infrastruktur dienen.“[3] verstanden.

| Foto | Ausstellungsstück                                                          | Zeit    | Land                       |
| ---- | -------------------------------------------------------------------------- | ------- | -------------------------- |
|      | Kriechpanzer Bouclier roulant                                              | 1915    | Frankreich                 |
|      | Stahlschartenplatte 7 P 7 aus einer Westwall- befestigung Inv.Nr.:17518    | 1938    | Deutsches Reich            |
|      | Ladungsträger Goliath Sd.Kfz. 302 Inv.Nr.:2002                             | 1942    | Deutsches Reich            |
|      | Prototyp einer Verlängerungsbrücke für den Brückenleger Biber Inv.Nr.:5572 | 1980    | Bundesrepublik Deutschland |
|      | Amphibisches Brücken- Brücken- und Übersetzfahrzeug M2 Inv.Nr.:10470       | 1967    | Bundesrepublik Deutschland |
|      | Rüstsatz Pioniergruppe auf LKW 1,5 t Inv.Nr.:9395                          | um 1960 | Bundesrepublik Deutschland |
|      | Infanteriesturmsteg auf Fahrgestell des Panzerkampfwagen IV                | 1941    | Deutsches Reich            |
|      | Pioniergruppen-KFz LKW 5t gl Mercedes LG 315/46 Inv.Nr.:4097               | 1958    | Bundesrepublik Deutschland |
|      | Minenverlegegerät MLG 60 M Inv.Nr.: 13012                                  | 1962    | DDR                        |
|      | Behelfsbrücke als Lehrmodell Inv.Nr.:1339                                  | 1992    | Bundesrepublik Deutschland |

### Flug- und Fliegerabwehr
- Gesamtausstellungsübersicht der WTS

| Foto | Ausstellungsstück                                                                    | Zeit         | Land                       |
| ---- | ------------------------------------------------------------------------------------ | ------------ | -------------------------- |
|      | M45 12,7 mm Vierlingsflak auf M16 Inv.Nr.: 1635                                      | 1944         | USA                        |
|      | Zweite Stufe der FlaRakRak Nike Ajax Inv.Nr.: 6330                                   | 1951         | USA                        |
|      | Tiefflieger- überwachungs- radar (TÜR) auf Fahrgestell des SPz Marder Inv.Nr.: 14564 | 1984         | Bundesrepublik Deutschland |
|      | 12,8-cm- Flak 40                                                                     | 1941         | Deutsches Reich            |
|      | Ringtrichter- Richtungshörer                                                         | um 1941      | Deutsches Reich            |
|      | Scheinwerfer- Richt-Gerät C43 (K) 200 Inv.Nr.: 6286                                  | 1943         | Deutsches Reich            |
|      | Flakschein- werfer 200 cm mit Maschinen- satz 60 KW Inv.Nr.: 6283 und 6284           | ca. 1941     | Deutsches Reich            |
|      | Flakschein- werfer 60 cm Inv.Nr.: 1733                                               | 1941         | Deutsches Reich            |
|      | 2-cm-Flak 38 auf Sd.Kfz. 7 Inv.Nr.: 5579                                             | 1934         | Deutsches Reich            |
|      | Horchgerät C39 Inv.Nr.: 6285                                                         | 1939         | Deutsches Reich            |
|      | Carl Zeiss - 3 m R.U. - Flak-- Entfernungs-- messer                                  | um 1940      | Deutsches Reich            |
|      | Kommandogerät 40                                                                     | um 1940      | Deutsches Reich            |
|      | Kommandohilfsgerät 35                                                                | um 1930 - 35 | Deutsches Reich            |
|      | Feuerleitgerät Fledermaus Inv.Nr.: 11440                                             | 1965         | Schweiz                    |
|      | Versuchsmuster Gewehr G3 auf Sockellafette zur Fliegerabwehr                         | 1959         | Bundesrepublik Deutschland |

### Maßstabsmodelle
- Gesamtausstellungsübersicht der WTS

| Foto | Ausstellungsstück                             | Zeit | Land                       |
| ---- | --------------------------------------------- | ---- | -------------------------- |
|      | Amphibisches Brücken- und Übersetzfahrzeug M3 | 1996 | Bundesrepublik Deutschland |

## Luftkriegsmittel
Der Bereich Luftkriegsmittel umfasst definitionsgemäß:
- „Luft-, raum-, see- und landgestützte Waffensysteme, Wirkmittel oder sonstige Mittel, die optimiert sind, in den Luft-/Weltraum hinein, im oder aus dem Luft-/Weltraum heraus zu wirken.“[4]

### Luftfahrzeuge
- Gesamt-Ausstellungsübersicht der WTS
- WTS-Bildmaterial auf Commons siehe Luftfahrzeuge

| Foto | Ausstellungsstück                                                      | Zeit | Land                                   |
| ---- | ---------------------------------------------------------------------- | ---- | -------------------------------------- |
|      | Schwebegestell SG 1262 Inv.Nr.: 4336                                   | 1966 | Bundesrepublik Deutschland             |
|      | Prototyp V2 des Senkrechtstarters VFW Fokker 191B Inv.Nr.: 4337        | 1970 | Bundesrepublik Deutschland             |
|      | Leichtes Kampfflugzeug Fiat G.91 Inv.Nr.: 4683                         | 1964 | Italien Bundesrepublik Deutschland     |
|      | Verbindungs- und Beobachtungs- hubschrauber Alouette II Inv.Nr.: 14724 | 1955 | Frankreich                             |
|      | Vinten V-122/R-R Venom Mk II Inv.Nr.: 10327                            | 1985 | Vereinigtes Königreich                 |
|      | Mehrzweckkampfflugzeug Alpha Jet Inv.Nr.: 17995                        | 1975 | Frankreich, Bundesrepublik Deutschland |
|      | Experimentalträger F 104 CCV Inv.Nr.: 5539                             | 1980 | Bundesrepublik Deutschland             |
|      | Transportflugzeug Nord Noratlas Inv.Nr.: 7616                          | 1952 | Frankreich, Bundesrepublik Deutschland |
|      | Mehrzweckkampfflugzeug MIG 21                                          | 1956 | UdSSR                                  |
|      | Mehrzweckkampfflugzeug MIG 23                                          | 1970 | UdSSR                                  |
|      | Kampfhubschrauber Mil Mi-24                                            | 1972 | UdSSR                                  |
|      | Kampfflugzeug Mirage III Inv.Nr.: 7081                                 | 1958 | Frankreich                             |

### Flugkörper, Drohnen, Raketen und Bomben
- Gesamt-Ausstellungsübersicht der WTS

| Foto | Ausstellungsstück                                              | Zeit     | Land                                   |
| ---- | -------------------------------------------------------------- | -------- | -------------------------------------- |
|      | Erprobungsmuster Henschel Hs 293 Inv.Nr.: 9309                 | 1943     | Deutsches Reich                        |
|      | Seeaufklärungsdrohne SEAMOS Inv.Nr.: 26962                     | 1997     | Bundesrepublik Deutschland             |
|      | Drohne Canadair CL-89 Inv.Nr.: 9997152                         | 1964     | Kanada                                 |
|      | Drohne Anti Radar Inv.Nr.: 27024                               | 1994     | Bundesrepublik Deutschland             |
|      | ZFKI-Drohne Inv.Nr.: 13122                                     | ca. 1989 | Bundesrepublik Deutschland             |
|      | Antischiffsrakete Kormoran Inv.Nr.: 5223                       | 1991     | Bundesrepublik Deutschland             |
|      | Rollbombe                                                      | 1943     | Vereinigtes Königreich                 |
|      | Luftmine 4000 lbs                                              | 1941     | Vereinigtes Königreich                 |
|      | Flugabwehrrakete 3M8 (NATO Code: Ganef) Inv.Nr.: 10386         | 1967     | UdSSR                                  |
|      | Flugabwehrlenkkörper Roland                                    | ca. 1980 | Frankreich, Deutschland                |
|      | Flugabwehrrakete Hawk                                          | 1960     | USA                                    |
|      | Marschflugkörper Taurus                                        | 2004     | Bundesrepublik Deutschland, Schweden   |
|      | Modulare Abstands- waffe Apache                                | 2001     | Bundesrepublik Deutschland, Frankreich |
|      | EloGM Drohne Mücke Inv.Nr.: 27044                              | 1995     | Bundesrepublik Deutschland             |
|      | Luft-Bodenrakete Maverick                                      | 1985     | USA                                    |
|      | Seegestützte Flugabwehrrakete Sea Sparrow                      | 1967     | USA                                    |
|      | Artillerieaufklärungsdrohne Canadair CL-289                    | 1990     | Kanada, Bundesrepublik Deutschland     |
|      | Prototyp Argus (Trägerplattform Kiebitz und Radargerät Orphee) | 1981     | Bundesrepublik Deutschland             |
|      | Prototyp EMT Fancopter                                         | 2006     | Bundesrepublik Deutschland             |
|      | Aufklärungsdrohne Luna                                         | 2000     | Bundesrepublik Deutschland             |
|      | Aufklärungsbehälter Tornado Telelens-RECCE-Pod                 | 2009     | Bundesrepublik Deutschland             |
|      | Aufklärungsbehälter Tornado Tornado-RECCE-Pod                  | 2009     | Bundesrepublik Deutschland             |

### Luftfahrzeugtechnische Komponenten

#### Triebwerke
- Gesamt-Ausstellungsübersicht der WTS

| Foto | Ausstellungsstück                                                 | Zeit     | Land                        |
| ---- | ----------------------------------------------------------------- | -------- | --------------------------- |
|      | Flugzeugdieselmotor Jumo 205                                      | 1934     | Deutsches Reich             |
|      | Motor Argus As 411                                                | ca. 1939 | Deutsches Reich, Frankreich |
|      | Triebwerk des Aggregats 4 (V 2)                                   | 1942     | Deutsches Reich             |
|      | Flugzeugdieselmotor Junkers Jumo 213                              | 1942     | Deutsches Reich             |
|      | Strahltriebwerk Junkers Jumo 004 der Me 262 Inv.Nr.: 3936         | 1944     | Deutsches Reich             |
|      | General Electric J33 Triebwerk in der Lockheed T-33 Inv.Nr.: 5858 | 1945     | USA                         |
|      | Triebwerk Armstrong Siddeley Double Mamba Inv.Nr.: 4334           | 1949     | Vereinigtes Königreich      |
|      | Wright J65 Triebwerk der F-84 Inv.Nr.: 5859                       | 1950     | USA                         |
|      | Turboméca Marboré Triebwerk in der Fouga-Magister                 | 1951     | Frankreich                  |
|      | General Electric J79 Triebwerk in der McDonnell F-4 Phantom       | 1955     | USA                         |
|      | Turbinen- luftstrahl- triebwerk Tumanski R-11                     | 1956     | UdSSR                       |
|      | 9-Zylinder- Sternmotor Wedenejew M-14                             | um 1960  | UdSSR                       |
|      | Triebwerk der SCUD B Rakete                                       | 1964     | UdSSR                       |
|      | Triebwerk des Senkrechtstarters VFW Fokker VAK 191 B              | 1971     | Bundesrepublik Deutschland  |
|      | Turbomeca Turmo III B Inv.Nr.:4557 Inv.Nr.: 4558 (Schnittmodell)  | ca. 1979 | Frankreich                  |

#### Sonstige Komponenten
- Gesamt-Ausstellungsübersicht der WTS

| Foto | Ausstellungsstück                                                             | Zeit       | Land                                  |
| ---- | ----------------------------------------------------------------------------- | ---------- | ------------------------------------- |
|      | Steuergerät SG-66 des Aggregats 4 (V 2)                                       | 1942       | Deutsches Reich                       |
|      | Kreiselsteuerung der Fallbombe Fritz X                                        | 1943       | Deutsches Reich                       |
|      | Richtgeber des Aggregats 4 (V2)                                               | 1944       | Deutsches Reich                       |
|      | Fluginstrumente u. a. aus der MD 315 Flamant, Me Bf 109, Ju 87 und der Fi 156 | 1940- 1950 | Deutsches Reich Frankreich            |
|      | Kreiselsteuerung des Lenkflugkörper HOT                                       | 1976       | Bundesrepublik Deutschland Frankreich |
|      | Kreiselsteuerung des Lenkflugkörper MILAN                                     | ca. 1975   | Bundesrepublik Deutschland Frankreich |

#### Maßstabsmodelle
- Gesamt-Ausstellungsübersicht der WTS

| Foto | Ausstellungsstück      | Zeit | Land  |
| ---- | ---------------------- | ---- | ----- |
|      | Tupolew TB-3 Huckepack | 1935 | UdSSR |

## Ausrüstung von Seestreitkräften
Seestreitkräfte sind definitionsgemäß „Teil der Streitkräfte mit dem Zweck, Herrschaft über Seeräume zu erkämpfen, zu behaupten oder zu verwehren.“

### Schiffstechnik
- Gesamt-Ausstellungsübersicht der WTS
- WTS-Bildmaterial auf Commons siehe Marinetriebwerke

| Foto | Ausstellungsstück                                               | Zeit    | Land                       |
| ---- | --------------------------------------------------------------- | ------- | -------------------------- |
|      | Schiffsmotor Swesda TschN16/17 für Schnell- und Landungs- boote | 1960    | UdSSR                      |
|      | Rumpfstahl des Schlachtschiffes Tirpitz nach Beschusstest       | 1941    | Deutsches Reich            |
|      | Marinemotor MAN M6Z 42/58                                       | um 1940 | Deutsches Reich            |
|      | U-Boot Seehund                                                  | 1944    | Deutsches Reich            |
|      | Stirlingmotor 12-2100 DV Prototyp Inv.Nr.: 13023                | 1986    | Bundesrepublik Deutschland |
|      | MaK V8-SK Torpedo mit Verbrennungs- motor                       | 1970    | Bundesrepublik Deutschland |

### Waffentechnik
- Gesamt-Ausstellungsübersicht der WTS

| Foto | Ausstellungsstück                                         | Zeit    | Land                                    |
| ---- | --------------------------------------------------------- | ------- | --------------------------------------- |
|      | Ankertaumine DM 11 Typ C (UMC)                            | 1968    | Bundesrepublik Deutschland              |
|      | Schnittmodell einer Ankertaumine                          | um 1970 | Bundesrepublik Deutschland              |
|      | Radarkonsole eines Schnellboots der Tarantul-Klasse       | 1970    | UdSSR                                   |
|      | 100-mm- Flugabwehr- Seezielgeschütz Creusot-Loire L/55    | 1960    | Frankreich                              |
|      | Bofors 375-mm- U-Boot-Abwehr- raketenwerfer Inv.Nr.:17066 | 1956    | Schweden                                |
|      | Flugabwehr- geschütz AK 630                               | 1976    | UdSSR                                   |
|      | Rolling Airframe- Missile RAM Inv.Nr.: 9996654            | 1978    | USA Bundesrepublik Deutschland Dänemark |

### Maßstabsmodelle
- Gesamt-Ausstellungsübersicht der WTS
- WTS-Bildmaterial auf Commons siehe Maßstabsmodelle in der Wehrtechnischen Studiensammlung

| Foto | Ausstellungsstück                                          | Zeit | Land                       |
| ---- | ---------------------------------------------------------- | ---- | -------------------------- |
|      | Schlachtschiff Tirpitz                                     | 1941 | Deutsches Reich            |
|      | Küstenminen- suchboot Lindau-Klasse                        | 1958 | Bundesrepublik Deutschland |
|      | Torpedoschnellboot P 6093 Wiesel                           | 1960 | Bundesrepublik Deutschland |
|      | Minenjagdboot M 1096 Fische                                | 1960 | Bundesrepublik Deutschland |
|      | Fregatte Köln F 220 Köln-Klasse                            | 1961 | Bundesrepublik Deutschland |
|      | Schnellboot P 6194 Vosper-Klasse                           | 1962 | Vereinigtes Königreich     |
|      | Zerstörer Hamburg D 181 Hamburg-Klasse                     | 1964 | Bundesrepublik Deutschland |
|      | Schnellboot P 6121 Gepard-Klasse                           | 1964 | Bundesrepublik Deutschland |
|      | U-Jagdboot P 6114 Thetis-Klasse (Klasse 420)               | 1961 | Bundesrepublik Deutschland |
|      | Großer Hafen- schlepper Sylt-Klasse                        | 1978 | Bundesrepublik Deutschland |
|      | Marine- versorgungs- schiff Lüneburg A 1411 Lüneburgklasse | 1963 | Bundesrepublik Deutschland |

## Munition
Gegenstände, die Explosivstoffe enthalten, aus Explosivstoffen bestehen oder mit Waffen verschossen oder eingesetzt werden sowie alle Komponenten und Nachbildungen dieser Gegenstände, auch wenn diese keine Explosivstoffe enthalten.
- Gesamt-Ausstellungsübersicht der WTS

| Foto | Ausstellungsstück        | Zeit | Land            |
| ---- | ------------------------ | ---- | --------------- |
|      | Granate des Mörsers Thor | 1940 | Deutsches Reich |

## Fernmelde-, elektronisches, akustisches, optisches Gerät
- Gesamt-Ausstellungsübersicht der WTS

| Foto | Ausstellungsstück                                  | Zeit       | Land                       |
| ---- | -------------------------------------------------- | ---------- | -------------------------- |
|      | Chiffriermaschine Enigma I                         | 1935       | Deutsches Reich            |
|      | Chronometer                                        |            |                            |
|      | Kleiner Klappenschrank zu 10 Leitungen             | 1940       | Deutsches Reich            |
|      | Feldkabel- anschlusskasten                         | 1939       | Deutsches Reich            |
|      | Bordsprechsätze und Funkausstattungen              | 1980 (ca.) | Bundesrepublik Deutschland |
|      | Nachtsichtgerät PPN-2 für Schützen- waffen         | 1960 (ca.) | UdSSR, DDR                 |
|      | Feldfernsprecher OB-ZB mit Wählaufsatz             | 1956       | Bundesrepublik Deutschland |
|      | Nachtsichtgerät APN 5-40 für Panzer- abwehrkanonen | 1965 (ca.) | UdSSR, DDR                 |
|      | Nachtsichtgerät APN 6-40 für Panzer- abwehrkanonen | 1970 (ca.) | UdSSR, DDR                 |
|      | Karten-/Lage- darstellungssystem                   | 1980 (ca.) | Bundesrepublik Deutschland |
|      | Ferngläser und optische Entfernungsmesser          | 1970 (ca.) | Bundesrepublik Deutschland |
|      | Jammer zum Schutz des Kampfflugzeugs Tornado       | 1998       | Bundesrepublik Deutschland |

## Bekleidung und persönliche Ausrüstung
- Gesamt-Ausstellungsübersicht der WTS

| Foto | Ausstellungsstück                                                                              | Zeit                 | Land                       |
| ---- | ---------------------------------------------------------------------------------------------- | -------------------- | -------------------------- |
|      | Sport-, Dienstbekleidung für den Innendienst und Ausgehanzüge                                  | ca. 1980             | Bundesrepublik Deutschland |
|      | Dienst-/Ausgehuniform Heer der 50er, 60er und 70er Jahre                                       | 1956 bis ca. 1970    | Bundesrepublik Deutschland |
|      | Tropen-/Ausgehuniform und Sonderbekleidung Pilot Luftwaffe                                     | ca. 1970             | Bundesrepublik Deutschland |
|      | Kampfanzug Heer der 50er, 60er und 70er Jahre                                                  | 1956 bis ca. 1990    | Bundesrepublik Deutschland |
|      | Flieger- sonderbekleidung                                                                      | ab 1970              | Bundesrepublik Deutschland |
|      | Helme aus verschiedenen Epochen                                                                | verschiedene Epochen |                            |
|      | Helm nach Beschussversuch gem. Pflichtenheft                                                   | ca. 1990             | Bundesrepublik Deutschland |
|      | Brandschutz- und ABC-Schutzbekleidung                                                          | ca. 1970             | Bundesrepublik Deutschland |
|      | Tarnbekleidung für verschiedene Umgebungstypen                                                 | ca. 1970             | Bundesrepublik Deutschland |
|      | Schneetarnbekleidung für gemischtes Vegetations-/ Schnee- sowie ausschließliches Schneegelände | 2000                 | Bundesrepublik Deutschland |
|      | Persönliche Kampfausstattung (80er Jahre) Nässe- und Kälteschutz, Tragetaschen und Rucksäcke   | 1980                 | Bundesrepublik Deutschland |
|      | Splitterschutzwesten- material nach Beschuss mit Splittern                                     | 1990                 | Bundesrepublik Deutschland |
|      | Einmannpackung Verpflegung der 80er Jahre                                                      | 1980                 | Bundesrepublik Deutschland |
|      | Truppkocher als Bestandteil der Fahrzeug- ausstattung bis ca. 1985                             | ca. 1960             | Bundesrepublik Deutschland |

## Ausstellungsstücke, die aus der WTS-Ausstellung ausgegliedert wurden
- Gesamt-Ausstellungsübersicht der WTS

| Foto | Ausstellungsstück                                                   | Zeit | Land                            |
| ---- | ------------------------------------------------------------------- | ---- | ------------------------------- |
|      | T 34                                                                | 1940 | UdSSR                           |
|      | Panzerkampfwagen III                                                | 1941 | Deutsches Reich                 |
|      | Bergepanther                                                        | 1944 | Deutsches Reich                 |
|      | 21-cm-Mörser                                                        | 1910 | Deutsches Reich                 |
|      | Sturmgeschütz III                                                   | 1940 | Deutsches Reich                 |
|      | 15-cm-Nebelwerfer 41                                                | 1941 | Deutsches Reich                 |
|      | Jagdpanther                                                         | 1943 | Deutsches Reich                 |
|      | Bodan-Fähre                                                         | 1962 | Bundesrepublik Deutschland      |
|      | Stridsvagn 103                                                      | 1965 | Schweden                        |
|      | Transportpanzer „cargo“                                             | 1958 | Bundesrepublik Deutschland      |
|      | Jaguar 1                                                            | 1978 | Bundesrepublik Deutschland      |
|      | Messerschmitt Bf 109 Dauerausleihe an das Technik-Museum Sinsheim   | 1935 | Deutsches Reich                 |
|      | Sicherungsboot 27m – Typ Burmester                                  | 1953 | Bundesrepublik Deutschland      |
|      | Zerstörer Mölders Dauerausleihe an das Marinemuseum Wilhelmshaven   | 1969 | USA, Bundesrepublik Deutschland |
|      | U-Boot U 17 Dauerausleihe an das Technik-Museum Sinsheim            | 1973 | Bundesrepublik Deutschland      |
|      | Projektstudie Spähfahrzeug Zobel                                    | 1989 | Bundesrepublik Deutschland      |
|      | Prototyp eines 2-achsigen Amphibischen Pionier- Erkundungsfahrzeugs | 1978 | Bundesrepublik Deutschland      |
|      | BMW R80/7 Inv.Nr. 28375                                             | 1979 | Bundesrepublik Deutschland      |
|      | BMW K 75 Inv.Nr. 28853                                              | 1985 | Bundesrepublik Deutschland      |
|      | Bergepanzer 3 Büffel                                                | 1992 | Bundesrepublik Deutschland      |
|      | Prototyp Schützenpanzer Marder 2                                    | 1991 | Bundesrepublik Deutschland      |